# Fernando Untoja
Fernando Untoja Choque (Huayllamarca, Bolivia; 30 de marzo de 1950) es un economista, docente universitario, escritor, politólogo y político boliviano. Fue diputado plurinominal de Bolivia desde el 6 de agosto de 1997 hasta el 6 de agosto de 2002. Fue también candidato a Presidente de Bolivia en las Elecciones presidenciales de 1993 por el partido Movimiento Katarista Nacional (MKN), cuyo partido fundó él mismo.
Como escritor y teórico político, Untoja es uno de los defensores más destacados de la tesis de un "retorno al ayllu" (el cual es la unidad sociopolítica básica de la sociedad aimara). El "Regreso al Ayllu" es también el título de un libro escrito por Untoja.Además, es un defensor del liberalismo económico y militante del katarismo de derecha.

## Biografía
Fernando Untoja nació el 30 de marzo de 1950 en la localidad de Huayllamarca en la Provincia Carangas del Departamento de Oruro. Untoja proviene de una familia minera de origen aimara. Su padre fue un minero trabajador de la mina San José. 
Untoja comenzó sus estudios escolares en 1956, saliendo bachiller el año 1967 del Colegio Bolivia de la ciudad de Oruro.

### Vida sindical (1970-1976)
Ya desde 1970 (a sus 20 años de edad),  Untoja participaba de forma activa en sindicatos obreros de las Minas de Huanuni y San José en Oruro. Su constante actividad sindical minera en plena dictadura militar, le costó mucho, siendo detenido por la dictadura en 1973 y trasladado a la cárcel de máxima seguridad de Chonchocoro donde permaneció encerrado por  un lapso de 3 años, desde 1973 hasta 1976.

### Exilio en Francia (1976-1986)
En 1976, Untoja fue expulsado de Bolivia por decisión del gobierno dictatorial del presidente Hugo Banzer Suárez, el cual exilia a Untoja en Francia. 
Aprovechando su estadía en el país europeo, Untoja decide continuar sus estudios profesionales e ingresa a estudiar la carrera de Economía en la Universidad de París X Nanterre en la ciudad Nanterre, Francia. En esa misma universidad realizó también especializaciones, culminando maestrías y doctorados en áreas como Ciencias Políticas, Filosofía y Literatura. 
Untoja permaneció en Europa por un lapso de 10 años, entre 1976 y 1986.

### Vida profesional
En 1986,  decide retornar a Bolivia, en donde empieza a trabajar como docente universitario, dando cátedra en la facultad de economía de la Universidad Mayor de San Andrés (UMSA) de la ciudad de La Paz, así como también en la Universidad Técnica de Oruro (UTO) y en la Escuela Militar de Ingeniería (EMI). Asimismo, Untoja se dedicó a la investigación, desempeñándose como investigador en el Centro Andino de Desarrollo Agropecuario.

## Vida política (1993-actualidad)

### Elecciones presidenciales de 1993 y concejal de Oruro (1995)
En 1993, Fernando Untoja ingresa a la política, formando un partido político, denominándolo Movimiento Katarista Nacional (MKN) el 21 de junio de 1993 en honor a Tupak Katari.  
Por esa sigla, Untoja fue candidato a Presidente de Bolivia por su partido "MKN" en las Elecciones presidenciales de 1993,lo acompañó Tomás Ticuasi Eritaruqui como candidato a Vicepresidente de Bolivia. En los resultados, salió en el décimo segundo lugar al obtener el 0,77% de al votación (12 681 votos) a nivel nacional.
En 1995, Untoja fue concejal del municipio de Oruro. Más tarde, su partido adoptó un nuevo nombre, denominando Katarismo Nacional Demócrata (KND). 

### Diputado de Bolivia (1997-2002)
En 1997, el partido de Untoja se alió con el partido de Acción Democrática Nacionalista (ADN) de Hugo Banzer Suárez. Fue candidato a diputado en las elecciones generales de 1997. Untoja era el único parlamentario de KND en ese momento. Durante el período parlamentario de 1997-2002, fue un aliado del gobierno de derecha del exdictador militar Hugo Banzer Suárez. Su suplente en el parlamento fue Mary Daza de Block.
El pacto de alianza entre MKD y ADN no se renovó para los comicios siguientes y el MKD no participó. Cuando los partidos debieron renovar su personalidad jurídica, el MKD de Untoja no logró acreditar las firmas suficientes y se extinguió.

### Asamblea Constituyente de 2006
En 2006, Fernando Untoja quiso relanzar y continuar con su carrera política, participando en la creación del Movimiento AYRA. Esta organización política tuvo una sola concurrencia electoral, en la Asamblea Constituyente: el partido AYRA obtuvo un par de representantes pero perdió la personalidad jurídica por no devolver el costo de la cuota parte de la impresión de la papeleta, obligación debida a la escasa votación lograda.

### Elecciones generales de 2009
En las Elecciones de generales de 2009, Untoja se presentó como candidato a senador por el Departamento de La Paz representando al partido Plan Progreso para Bolivia-Convergencia Nacional (PPB-CN), cuyo líder era Manfred Reyes Villa,  pero Untoja no tuvo éxito al no poder ser elegido.

### Elecciones primarias y generales de 2019
El 28 de noviembre de 2018, el partido del Movimiento Nacionalista Revolucionario (MNR) presentó a Fernando Untoja como candidato a la Vicepresidencia de Bolivia y a Virginio Lema como candidato a la Presidencia de Bolivia con vista a las elecciones primarias y a las Elecciones generales de Bolivia de 2019.